# Karl Wimmer (Politiker)
Karl Wimmer (* 4. August 1908 in Lundenburg, Mähren; † 2. Oktober 1985 in Darmstadt, Deutschland) war ein österreichischer Politiker (ÖVP) und Hotelier. Er war von 1945 bis 1952 Abgeordneter zum Salzburger Landtag und von 1949 bis 1952 Zweiter Landtagspräsident-Stellvertreter.

## Ausbildung und Beruf
Wimmer besuchte zwischen 1914 und 1922 die Volks- und Bürgerschule in Salzburg und absolvierte dort von 1922 bis 1925 eine Lehre als Kellner. In der Folge bildete er sich zwischen 1926 und 1928 an der Handelsschule in Salzburg weiter und arbeitete daraufhin in verschiedenen Hotels in Wien, London und Paris. Zwischen 1932 und 1935 arbeitete er als Empfangschef des Hotels Bristol in Salzburg, danach übernahm er den Posten des Direktors, den er bis 1938 innehatte. Auf Grund seiner politischen Aktivitäten wurde er 1938 entlassen und mit einem Gauverweis belegt, woraufhin er zwischen 1938 und 1939 als Hoteldirektor in Karlsbad arbeitete. Nachdem die Nationalsozialisten auch die Macht in Böhmen übernommen hatten, wurde Wimmer auch dort 1939 mit einem Gauverweis belegt. Er arbeitete in der Folge von 1940 bis 1945 als Kurhoteldirektor in Bad Driburg und kehrte 1945 nach Salzburg zurück. Er arbeitete dort von 1945 bis 1951 als Direktor des Hotels Stein in Salzburg und war danach von 1949 bis 1951 Direktor des Hotels Weismayr in Bad Gastein. 1951 wurde er erneut Kurhoteldirektor in Bad Driburg.

## Politik und Funktionen
In der Zwischenkriegszeit war Wimmer von 1934 bis 1938 als Ausschussmitglied der Gastwirtezunft und Gruppenleiter der Vaterländischen Front aktiv. Nach dem Zweiten Weltkrieg engagierte er sich zwischen 1945 und 1946 als stellvertretender Obmann der Sektion Fremdenverkehr in der Salzburger Handelskammer, danach war er von 1946 bis 1952 dessen Obmann. Zudem war Wimmer von 1946 bis 1952 Mitglied des Kuratoriums der Salzburger Hotelfachschule sowie Fachverbandsvorsteher des österreichischen Beherbergungsgewerbes. Wimmer war vom 12. Dezember 1945 bis zum 20. März 1952 Abgeordneter zum Salzburger Landtag und hatte vom 1. Dezember 1949 bis zum 20. März 1952 das Amt des Zweiten Landtagspräsidenten-Stellvertreters inne. 

## Auszeichnungen
- Berufstitel Kommerzialrat (1951)
- Goldenes Verdienstzeichen des Landes Salzburg (1970)